# Diablo II: Lord of Destruction
Lord of Destruction е допълнение към компютърната игра Diablo 2. Направени са много нововъведения към оригинала, като по този начин геймплей се променя изцяло. Появяват се два нови класа герои – Убиец/Нинджа (Assasin) и Друид (Druid), всеки от тях е с нови 30 умения.

## Нови класове герои

### Убийци
Те си служат изцяло с бойните изкуства. Могат само да използват нови екзотични оръжия, тип Нокти (Claws) и да екипират две такива. Убийците имат 3 основни вида умения – бойни изкуства, капани, сенчести (shade) дисциплини.
- Бойните изкуства предлагат зареждащи умения (Charge-Up Skills) и завършващи движения (Finishing Moves). С първите се зарежда дадено умение, за да се нанесе по-голямо поражение, а отприщването става със завършващото движение, което добавя още повече поражение към това.
- Капаните съдържат и бомби – поставя се на земята дадено устройство, което обстрелва по всякакъв начин враговете на играча, или се хвърлят бомби по тях.
- Сенчестите дисциплини подобряват боравенето с оръжията тип нокти, позволяват да се добавя отрова към атаката, или дори да се създава собствена сянка, която се бие заедно със самия играч.

### Друиди
Те са служители на природата, използват стихиите ѝ или призовават на помощ диви животни.
Друидите имат 3 основни видове умения – елементални магии, променящи, формата, магии и призоваващи такива:
- Елементалните магии позволяват да се използват огнени, ледени и въздушни атаки срещу враговете си.
- Променящите формата магии, позволяват на играча, да се превърнете във върколак (Werewolf) или Мечка (Werebear).

Докато играчът е в такава форма, не може да бъдат използвани елементални или призоваващи магии.
- Призоваващите магии, позволяват на играча да привикне на помощ гарвани, вълци, мечка, змии и духове.

## Още нови неща
- Нов 5-и град, Харогат, родната земя на варварите, предлагащ още шест пълни мисии.
- Нов последен бос – Бейл – господаря на разрушенията (Lord of Destruction).
- Купища нови предмети – оръжия, брони, пръстени, огърлици.
- Нови подобрения за предметите – бижута (Jewels) и руни (Runes), които се поставят в предмети с кухини (Sockets).
- Нови комплектни брони (Сетове), които вече дават бонус, дори когато не е завършен напълно (В оригиналната Diablo 2 бонуса се получаваше когато се събере целия сет, сега вече части от целия бонус се получават, дори да не бъде притежаван целия сет)
- Въведени са съвсем нови чудовища, които могат да бъдат срещнати в 5-ия град.
- Малкият сандък, с който играчът е разполагал в оригиналната Diablo 2, вече е увеличен.
- С кръпка 1.10 (Patch) почти всички умения в играта, вече получават даден Synergistic бонус, което ще рече, ако примерно с Вещицата (Sorceress) играчът вдига умението Огнена стрела (Fire Bolt), то това умение на всяко следващо ниво дава бонус повече поражение (Damage) на Огнена топка (Fire Ball). Почти всички умения са получили такъв начин за получаване и даване на бонус.
- С Lord of Destruction играта вече може да се играе на резолюция 800х600.
- Има също така много по-малко забележими промени, но които коренно променят начина на игра с даден герой, например на даден клас са намалени силата на дадено умение, на друго е увеличена, с цел максимално да се балансират класовете, и да се избегне наличието на „най-силния“.

## Сървъри
Освен в официалните сървъри, можете да играете Diablo II: LoD и в частни такива. Български сървъри за тази игра се пускаха много през годините, но за съжаление малко успяха да оцелеят. Един от останалите такива е Dreaming Архив на оригинала от 2020-06-21 в Wayback Machine.